# Бжезінське-Голендри
Бжезінське-Голендри (пол. Brzezińskie Holendry) — село в Польщі, у гміні Кшимув Конінського повіту Великопольського воєводства.
Населення — 404 особи (2011).
У 1975-1998 роках село належало до Конінського воєводства.

## Демографія
Демографічна структура станом на 31 березня 2011 року:
|          | Загалом | Допрацездатний вік | Працездатний вік | Постпрацездатний вік |
| -------- | ------- | ------------------ | ---------------- | -------------------- |
| Чоловіки | 209     | 62                 | 132              | 15                   |
| Жінки    | 195     | 48                 | 110              | 37                   |
| Разом    | 404     | 110                | 242              | 52                   |